# جيم الخليلي
جميل صادق «جيم» الخليلي (من مواليد 20 سبتمبر 1962) هو فيزيائي وكاتب ومذيع عراقي بريطاني. وهو أستاذ الفيزياء النظرية ورئيس قسم المشاركة العامة في العلوم في جامعة سري. وهو مذيع ومقدم برامج علمية في إذاعة وتلفزيون بي بي سي، ومعلق حول العلوم في وسائل الإعلام البريطانية الأخرى.
في عام 2014، تم اختيار الخليلي كقائد "RISE" (اختصار لـ «الاعتراف بالعلماء والمهندسين الملهمين») من قبل مجلس أبحاث الهندسة والعلوم الفيزيائية في المملكة المتحدة (EPSRC). كان رئيس الجمعية الإنسانية البريطانية بين يناير 2013 ويناير 2016.

## النشأة والتعليم
ولد الخليلي في بغداد عام 1962. كان والده مهندسًا في القوات الجوية العراقية، وكانت والدته الإنجليزية أمينة مكتبة. استقر الخليلي بشكل دائم في المملكة المتحدة عام 1979. درس الفيزياء في جامعة سري وتخرج بدرجة بكالوريوس العلوم في عام 1986. مكث في سري لمتابعة درجة دكتوراه الفلسفة في نظرية التفاعل النووي، والتي حصل عليها في عام 1989، بدلاً من قبول عرض عمل من المختبر الفيزيائي الوطني.

## المسيرة والأبحاث

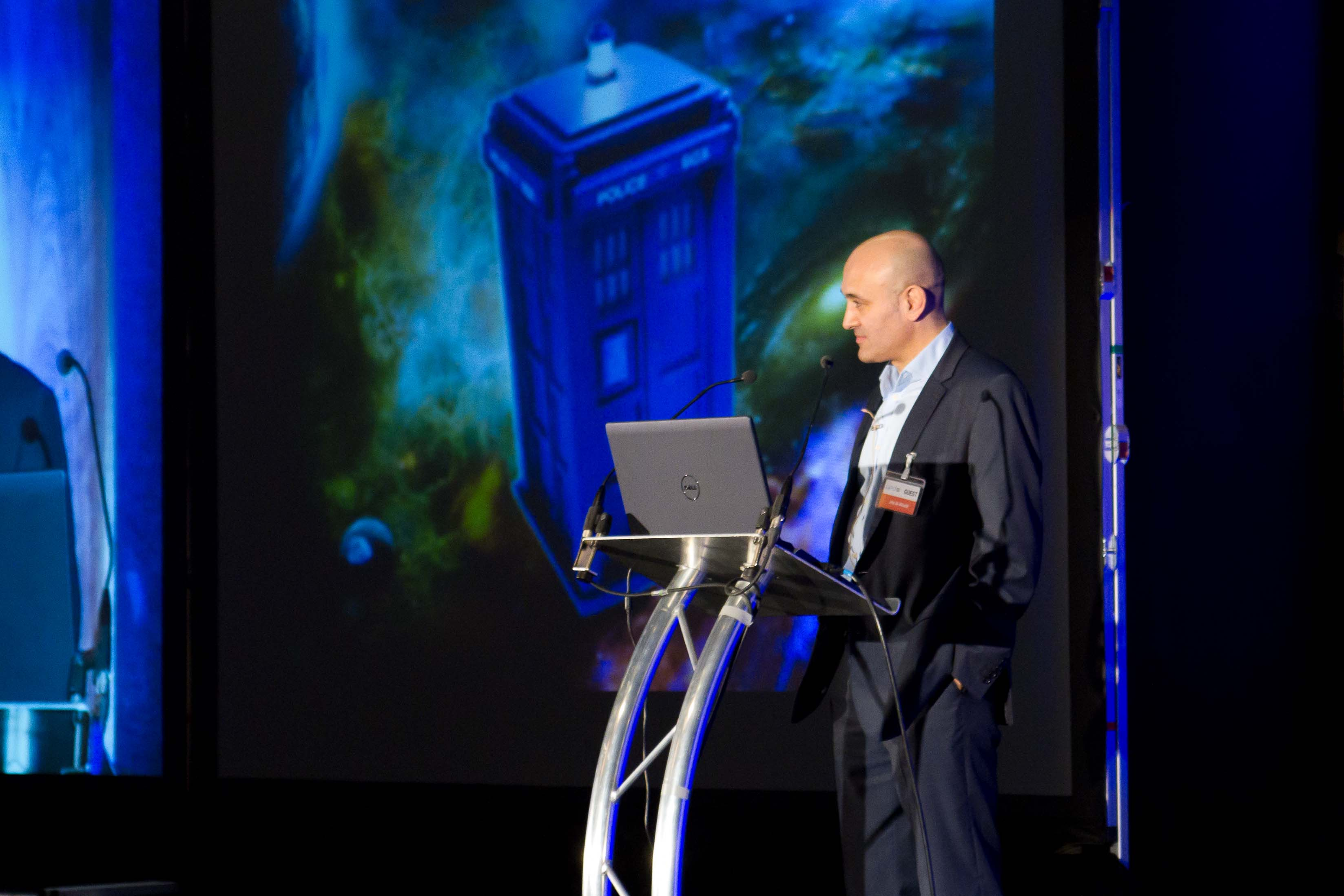
جيم الخليلي وهو يتحدث عن الحتمية في 2011

في عام 1989، حصل الخليلي على زمالة ما بعد الدكتوراه من مجلس أبحاث العلوم والهندسة (SERC) في كلية لندن الجامعية، وبعد ذلك عاد إلى سري في عام 1991، في البداية كمساعد باحث، ثم كمحاضر. في عام 1994، حصل الخليلي على زمالة البحوث المتقدمة من مجلس أبحاث الهندسة والعلوم الفيزيائية (EPSRC) وخلال هذه الفترة أثبت نفسه كخبير رائد في النماذج الرياضية للنواة الذرية الشاذة. ونشر الكثير من المنشورات في مجاله.
يعمل الخليلي كأستاذ للفيزياء بجامعة سري، حيث يشغل أيضًا كرسيًا في مجال مشاركة العامة في العلوم. كان أحد أمناء (بين 2006-2012) ثم نائب رئيس (بين 2008-2011) الجمعية البريطانية لتقدم العلوم. كما أنه حاصل على زمالة EPSRC لوسائل الإعلام.
حصل الخليلي على جائزة مايكل فاراداي للتواصل العلمي من الجمعية الملكية بلندن سنة 2007، وانتخب زميلًا فخريًا للجمعية البريطانية لتقدم العلوم. كما كان زميلًا في معهد الفيزياء منذ عام 2000، وحينها حصل على جائزة المعهد للتوعية العامة بالفيزياء. وقد حاضر كثيرا في كل من المملكة المتحدة وحول العالم، وخاصة في المجلس الثقافي البريطاني. وهو عضو في المجموعة الاستشارية للعلوم والهندسة بالمجلس البريطاني، وعضو في لجنة المساواة والتنوع في الجمعية الملكية وممتحن خارجي لقسم الفيزياء والفلك بالجامعة المفتوحة، وعضو في هيئة التحرير لمجلة "PMC Physics A" ومحرر مشارك في "Advanced Science Letters". وهو أيضًا عضو في اللجنة الاستشارية لمهرجان شلتنهام للعلوم.
في عام 2007، كان حكمًا في جائزة بي بي سي صموئيل جونسون للكتب غير الروائية وكان حكمًا مشهورًا في نهائيات مسابقة العلوم والهندسة الوطنية في معرض بيج بانج. تم منحه رتبة ضابط (OBE) في عام 2008. في عام 2013 حصل على درجة فخرية (DSc) من جامعة لندن. تم انتخاب الخليلي زميلاً في الجمعية الملكية عام 2018.
تم منحه رتبة قائد (CBE) في 2021 لخدماته العلمية ودعمه مشاركة العامة في العلوم والتكنولوجيا والهندسة والرياضيات.

### الإذاعة
بصفته مذيعًا، يظهر الخليلي بشكل متكرر على التلفزيون والإذاعة، كما أنه يكتب مقالات للصحافة البريطانية. في عام 2004، شارك في تقديم الفيلم الوثائقي على القناة الرابعة البريطانية The Riddle of Einstein's Brain (معضلة مخ أينشتاين)، من إنتاج شركة Icon Films. جاءت أهم أعماله كمقدم في عام 2007 مع Atom، وهو مسلسل من ثلاثة أجزاء على بي بي سي فور حول تاريخ فهمنا للذرة والفيزياء الذرية. تبع ذلك إصدار أرشيفي خاص من هورايزون، باسم "The Big Bang".
في أوائل عام 2009، قدم سلسلة "العلم والإسلام" المكونة من ثلاثة أجزاء على بي بي سي فور حول طفرة المعرفة العلمية التي حدثت في العالم الإسلامي بين القرنين الثامن والرابع عشر. وقد ساهم في برامج أخرى مثل عالم الغد و ألعاب العقل و بانغ غوز ذا ثيوري لبي بي سي وان. في أكتوبر 2011، بدأ برنامجًا للعلماء المعاصرين المشهورين على راديو بي بي سي 4 بعنوان «ذا لايف ساينتيفيك». كان في أول هذه السلسلة مقابلته مع السير بول نرس. أجرى بعدها مقابلات مع سلسلة من العلماء البارزين، بما في ذلك ريتشارد دوكينز، وأليس روبرتس، وجيمس لوفلوك، وستيفن بينكر، ومارتن ريس، وجوسلين بيل بورنيل، ومارك وولبورت، وتيم هانت، وقد أجرى آدم روثرفورد بدوره مقابلة معه في البرنامج.
وهو يستضيف سلسلة مقابلات منتظمة بعنوان «جيم يقابل...» في جامعة سري وتنشر على قناة يوتيوب التابعة للجامعة. وكان من بين الضيوف السير ديفيد أتينبارا، واللورد روبرت ونستون، والبروفيسور بريان كوكس، وروان ويليامز، رئيس أساقفة كانتربري. في عام 2011، قدم الخليلي سلسلة وثائقية من ثلاثة أجزاء على بي بي سي فور بعنوان الصدمة والرهبة: قصة الكهرباء. في عام 2012، قدم الخليلي برنامج هورايزون على بي بي سي تو، والذي فحص آخر التطورات العلمية في السعي لاكتشاف بوزون هيغز، مع النتائج الأولية من تجربة مصادم الهادرونات الكبير في CERN التي تشير إلى أن الجسيم موجود بالفعل.

## الجوائز والتكريم
- 2007 - جائزة الجمعية الملكية مايكل فاراداي للتواصل العلمي
- 2008 - عين ضابطًا في وسام الإمبراطورية البريطانية (OBE)
- 2013 - جائزة وارويك للكتابة، القائمة المختصرة، عن عمله باثفايندرز
- 2014 - جائزة قائد RISE[34]
- 2013 - دكتوراه فخرية في العلوم، رويال هولواي، جامعة لندن[35]
- 2016 - الفائز الأول بميدالية ستيفن هوكينغ للتواصل العلمي[36]
- 2017 - دكتوراه فخرية، جامعة يورك[37]
- 2018 - انتخب زميل الجمعية الملكية[22]
- 2019 - دكتوراه فخرية في العلوم، جامعة سانت أندروز[38]
- 2019 - جائزة إنجاز بارز في العلوم والتكنولوجيا في حفل توزيع الجوائز الآسيوية.[39]
- 2020 - محاضرة ويلكينز برنال ميدوار

## الحياة الشخصية
يعيش الخليلي في ساوث سي، بورتسموث مع زوجته جولي. لديهم ابن وابنة. يصف الخليلي نفسه بأنه ملحد وإنساني علماني، على الرغم من أنه ولد لأم مسيحية بروتستانتية وأب مسلم شيعي.

## الإسهامات
يمكن العثور على قائمة بالأوراق البحثية التي تمت مراجعتها من قِبل الأقران لجيم الخليلي على جوجل سكولار وسكوبس. من مؤلفاته المنشورة:

### مؤلف
- النواة: رحلة في قلب المادة.
- الفيزياء الكمية: دليل للحائر[42]
- ميكانيكا الكم، 2017[43]
- الرواد: العصر الذهبي للعلوم العربية،[44] 2012.[45]
- الفضائيون: العلم يسأل: هل يوجد أحد؟ 2016.[46]
- الثقوب السوداء والثقوب الدودية وآلات الزمن، 2012.[47]
- العالم وفقا للفيزياء، 2020.[48]
- غروب الشمس، 2020.[49]
- المفارقة: أعظم تسعة ألغاز علمية، 2012[50]
- الحياة على حافة الهاوية: قدوم عصر بيولوجيا الكم، 2016.[51]
- بيت الحكمة: كيف أنقذ العلم العربي المعارف القديمة وأعطانا النهضة، 2014.[52]
- كتاب الفيزياء: شرح الأفكار العظيمة ببساطة؛ تمهيد بقلم جيم الخليلي، 2020.[53]
- كيف يبدو المستقبل: خبراء العلوم الرائدون يكشفون عن الاكتشافات المفاجئة والحلول المبتكرة التي تشكل عالمنا، 2018.[54]
- متعة العلم: دليل شامل لعيش حياة أكثر عقلانية، 2022.[55]
- الأندلس[56]
- ماذا بعد؟ : ما الذي لا يستطيع العلماء التنبؤ به - أم يمكنهم ذلك؟ 2017.[57]

من كتبه ما ترجم إلى أكثر من 12 لغة.

### إعلامي
- الذرة (قناة «بي بي سي» الرابعة)
- إنجازات العصر الإسلامي من بغداد إلى الأندلس (قناة «بي بي سي» الرابعة)
- الفيلم التسجيلي الكيمياء (التاريخ المنسي) ((chemistry a volatile history))
- الفيلم التسجيلي البحث عن جسيم هيجز (بالإنجليزية: The Hunt For Higgs)‏ (قناة «بي بي سي»)
- الحياة السرية للفوضى The secret life of chaos (قناة «بي بي سي»)
- ستيفن هوكينغ وعلم المستقبل (قناة ناشيونال جيوغرفيك)

## وصلات خارجية
- جيم الخليلي على موقع IMDb (الإنجليزية)
- جيم الخليلي على موقع ميوزك برينز (الإنجليزية)
- جيم الخليلي على موقع ديسكوغز (الإنجليزية)
- جيم الخليلي على موقع قاعدة بيانات الفيلم (الإنجليزية)
- الموقع الشخصي
- برنامج بريطاني على «بي بي سي»: إنجازات العصر الإسلامي من بغداد إلى الأندلس